# Mikhaïl Lessokhin
Mikhaïl Lessokhin   (Sant Petersburg, 13 d'agost de 1933 - Sant Petersburg, 1 de juny de 1998) va ser un matemàtic soviètic.

## Vida i Obra
Lessokhin va passar una difícil infància durant el setge de Leningrad a la Segona Guerra Mundial. A més, el seu pare va morir el 1944 quan es va acabar el setge. La seva mare, que treballava en un hospital militar, se'l va anar emportant als diferents destins que va tenir, primer a la costa bàltica i després a la costa del Pacífic. Finalment van poder retornar a Leningrad (actual Sant Petersburg) on el noi va poder acabar els seus estudis secundaris i ingressar el 1951 en la universitat Pedagògica Herzen, en la qual es va graduar el 1956, per continuar estudis de doctorat. Mentre els feia, va ser professor de la universitat de Khabàrovsk (a trenta quilòmetres de la frontera xinesa). El 1961 va obtenir el doctorat amb una tesi sobre teoria de grups dirigida per Ievgueni Liapin.
El 1962 va retornar a Leningrad i va ser professor de la universitat Herzen fins a la seva mort el 1998.
El principal camp de recerca de Lessokhin va ser la teoria dels semigrups. Va publicar dues obres notables, ràpidament traduïdes a l'anglès: primer un llibre d'exercicis de teoria de grups (1967) i després un sobre l'aplicació de les matemàtiques a la lingüística (1982).